# 斯卡曼德洛斯谷
16°00′N 331°30′W / 16°N 331.5°W

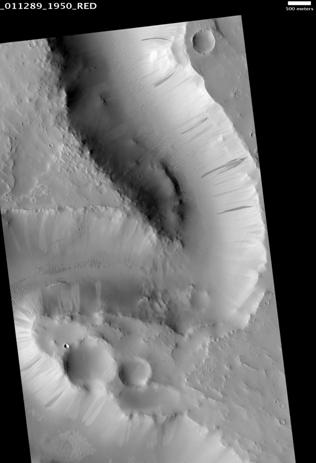
火星侦察轨道器的HiRISE拍攝的斯卡曼德洛斯谷。全尺寸的影像顯示了各種色調的陡坡上的暗條紋（Dark slope streak）。色調較深的條紋年代較近。比例尺長度500公尺。

斯卡曼德洛斯谷（Scamander Vallis）是位在火星阿蒙蒂斯區的一個古老河谷，位於北緯16，西經331.5。長度約204公里。名自由來於特洛伊一條河流的古名。

## 圖集

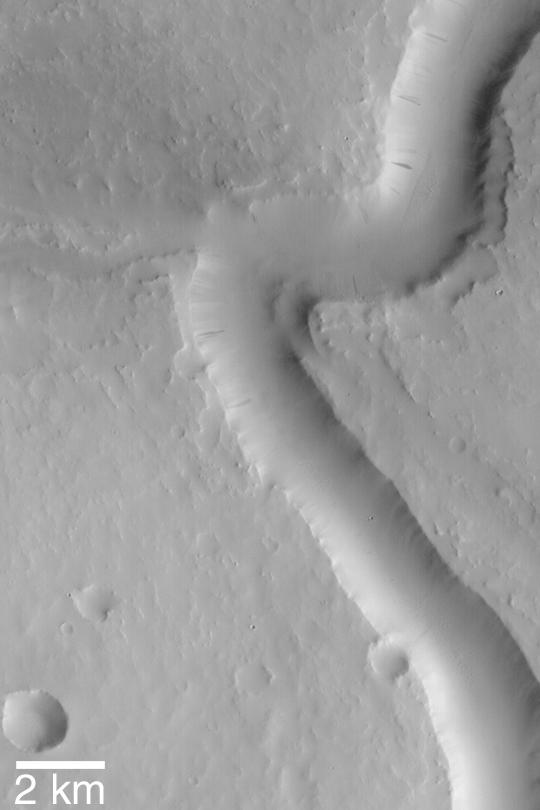
水手9號拍攝的斯卡曼德洛斯谷的曲流，這表示曾有大量水流在火星表面。